# Joseph Cook
Sir Joseph Cook (7 tháng 12 năm 1860 - 30 tháng 7 năm 1947) là một nhà chính trị Úc. Ông là thủ tướng thứ sáu Úc từ ngày 24 tháng 6 năm 1913 đến ngày 17 tháng 9 năm 1914, kéo dài 1 năm 2 tháng và 25 ngày. Ông thuộc Đảng Tự do Úc.
For the actor Joe Cook see Joe Cook (diễn viên).

## Thời trẻ
Cook sinh ra tại Silverdale, một thị xã nhỏ gần Newcastle-under-Lyme ở Staffordshire, Anh. Ông không được học hành đến nơi đến chốn và đã làm việc ở các mỏ than đá lúc 9 tuổi. Ông đã cưới Mary Turner năm 1885 và ngay sau đó di cư đến New South Wales.
Cook định cư ở Lithgow và làm việc trong các mỏ than, trở thành Tổng thư ký của Hiệp hội thợ mỏ miền Tây năm 1887. Năm 1888, ông đã tham gia vào các cuộc biểu tình chống việc nhập cư của người Hoa. He was also active in the Single Tax League and was a founding member of the Đảng Lao động Úc in 1891.